# Deshidratació
La deshidratació és la pèrdua excessiva d'aigua i que no ha estat reposada. La deshidratació pot produir-se per estar en una situació de molta calor (sobretot si hi ha molta humitat), exercici intens, falta de beguda o una combinació d'aquests factors.
Per a evitar-la s'ha de beure aigua o  begudes isotòniques com la llimonada alcalina, no és gaire recomanable beure begudes molt  ensucrades, com les begudes de cola o almenys és aconsellable alternar-les amb aigua. És convenient beure abans de tenir set, si la beguda "entra bé" és que el cos necessita aigua. La set no apareix fins que s'ha perdut un 1% de l'aigua del cos. Aquesta deshidratació més lleu que es produeix fins i tot encara que es tingui tota l'aigua que es vulgui i es denomina deshidratació voluntària. La deshidratació voluntària es redueix, o fins i tot s'elimina per complet, amb les begudes isotòniques.
Encara que es pensava que era millor beure glopets curts, ara es recomana beure glops grans perquè s'absorbeix més ràpidament. La causa és que un volum gran a l'estómac accelera el buidatge gàstric. De totes maneres l'aigua a l'estómac no ha de molestar durant l'exercici.
Els símptomes de la deshidratació, a més de la sequedat de les mucoses que provoca la set, poden ser: nàusees, mal de cap, falta de força o disminució del rendiment, fatiga mental i física, i en pessigar la pell sense clavar l'ungla es queda la marca.
Per a disminuir la quantitat d'aigua eliminada, els  ronyons concentren més l'orina i fins i tot la que es troba a la bufeta es pot reconcentrar fins i tot més. L'orina es pot concentrar fins a produir només 500 ml al dia, però la seua producció no decreix amb una major deshidratació una vegada passat aquest punt. Quan la deshidratació es torna més extrema el ronyó falla i ja no produeix més orina, amb la qual cosa els desfets es van acumulant. Encara que pugui no semblar-ho, la suor pot suposar major pèrdua d'aigua que l'orina.
La deshidratació desapareix ràpidament, gran part dels seus símptomes desapareixen en mitja o una hora després de beure aigua sense cap limitació, fins i tot amb deshidratacions de fins al 10% del pes corporal.
La deshidratació és una de les causes que generen la insolació (colp de calor) i la ressaca (a causa de l'alcohol perquè és un diürètic).